# Комп'ютерний стіл

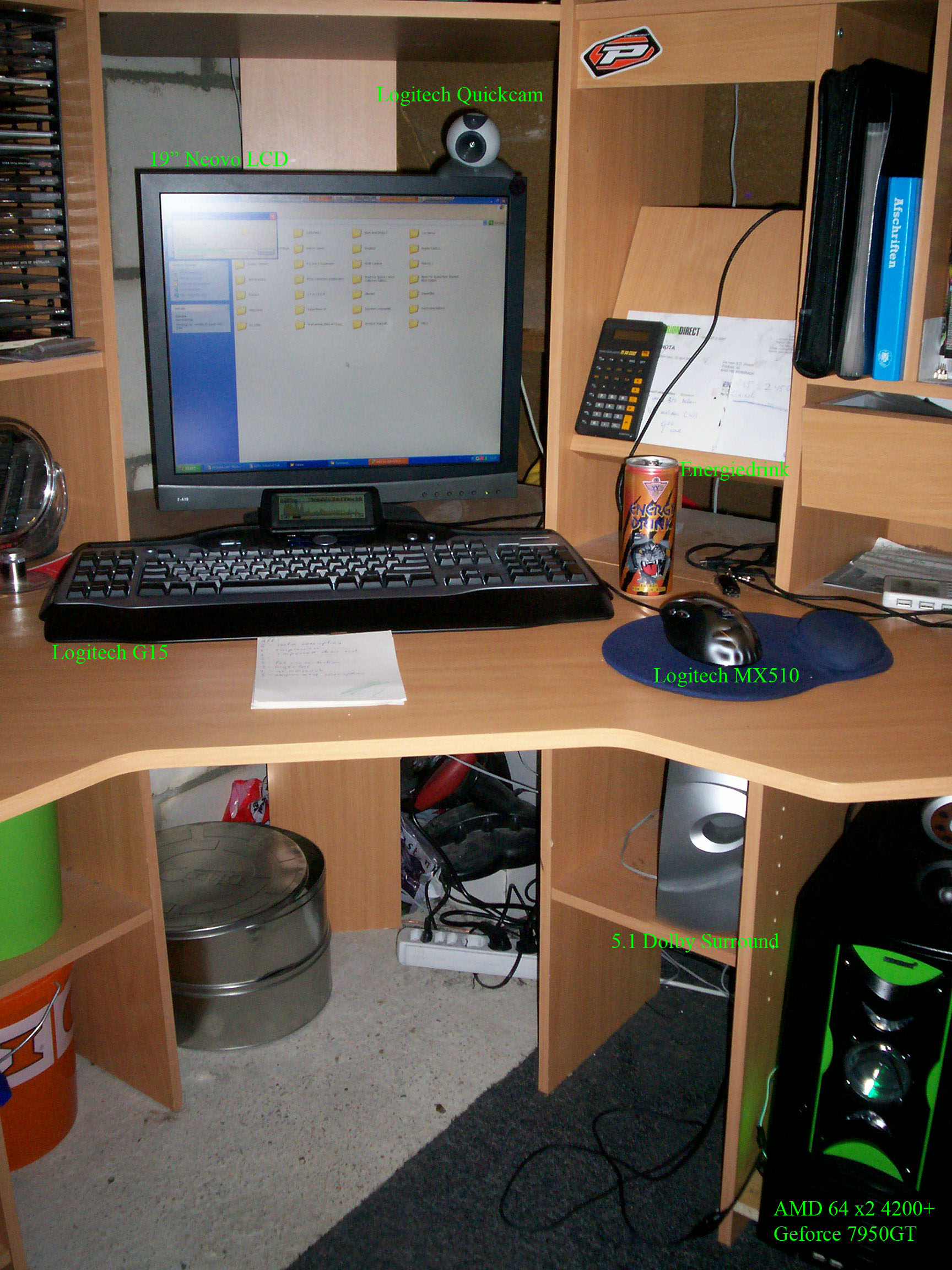
Комп'ютерний стіл, кутовий

Комп'ютерний стіл — стіл, спеціально спроєктований для установки персонального комп'ютера. На цьому столі, зазвичай, передбачається місце (найчастіше — тумба) для системного блоку, поличка для установки монітора, висувна поличка для клавіатури і миші трохи нижче робочої поверхні та інші, необхідні для установки периферійних пристроїв предмети, створені для зручності користувача ПК, такі як полички для книг, стійки для компакт-дисків.
Основними матеріалами для виготовлення комп'ютерних столів служать дерево, пластик, скло, метал.

## Типи комп'ютерних столів
Основні види комп'ютерних столів: прямі і кутові.